# Chicoreus lorenzi
Chicoreus lorenzi is een slakkensoort uit de familie van de Muricidae. De wetenschappelijke naam van de soort is voor het eerst geldig gepubliceerd in 2009 door Houart.